# Lasius pumilus
Lasius pumilus är en myrart som beskrevs av Mayr 1868. Lasius pumilus ingår i släktet Lasius och familjen myror. Inga underarter finns listade i Catalogue of Life.